# Спортивна гімнастика на літніх Олімпійських іграх 2016 — абсолютна першість (чоловіки)
Змагання зі спортивної гімнастики в абсолютній першості серед чоловіків на літніх Олімпійських іграх 2016 відбулися 10 серпня на Олімпійській арені Ріо. В змаганнях взяли участь 24 спортсмени з 16-ти країн (обмеження не більш як 2 гімнасти на країну). 

## Призери
| Золото              | Срібло             | Бронза            |
| Кохей Утімура (JPN) | Олег Верняєв (UKR) | Макс Вітлок (GBR) |

## Розклад змагань
Час місцевий (UTC−3)
| Дата             | Час   | Стадія       |
| ---------------- | ----- | ------------ |
| Субота 6 серпня  | 10:30 | Кваліфікація |
| Середа 10 серпня | 16:00 | Фінал        |

## Кваліфікаційний раунд
6 серпня відбувся кваліфікаційний раунд, за результатами якого визначились учасники фіналів у багатоборстві та окремих вправах. В абсолютному заліку у фінал вийшло 24 спортсмени. За регламентом у фіналі можуть брати участь не більш як 2 учасники від однієї країни. Тож якщо до 24-х перших місць потрапив третій спортсмен від однієї країни, то замість нього у фінал вийшов наступний за оцінкою спортсмен від іншого НОК. Перше місце в кваліфікації посів гімнаст від України Олег Верняєв з оцінкою 91.964.

## Результати
| Місце | Ім'я                      | Вільні вправи | Кінь   | Кільця | Опорний стрибок | Паралельні бруси | Перекладина | Загалом (сума) |
| ----- | ------------------------- | ------------- | ------ | ------ | --------------- | ---------------- | ----------- | -------------- |
| 1     | Кохей Утімура (JPN)       | 15.766        | 14.900 | 14.733 | 15.566          | 15.600           | 15.800      | 92.365         |
| 2     | Олег Верняєв (UKR)        | 15.033        | 15.533 | 15.300 | 15.500          | 16.100           | 14.800      | 92.266         |
| 3     | Макс Вітлок (GBR)         | 15.200        | 15.875 | 14.733 | 15.133          | 15.000           | 14.700      | 90.641         |
| 4     | Давид Белявський (RUS)    | 15.000        | 14.766 | 14.533 | 15.133          | 15.933           | 15.133      | 90.498         |
| 5     | Лін Чаопан (CHN)          | 14.866        | 14.833 | 14.733 | 14.966          | 15.666           | 15.166      | 90.230         |
| 6     | Ден Шуді (CHN)            | 14.966        | 14.533 | 14.433 | 15.266          | 15.966           | 14.966      | 90.130         |
| 7     | Семюель Мікулак (USA)     | 15.200        | 14.600 | 14.366 | 14.566          | 15.766           | 15.133      | 89.631         |
| 8     | Найл Вілсон (GBR)         | 14.900        | 14.066 | 14.933 | 15.000          | 15.700           | 14.966      | 89.565         |
| 9     | Серхіо Сасакі (BRA)       | 14.833        | 14.766 | 14.433 | 15.200          | 14.966           | 15.000      | 89.198         |
| 10    | Хоссімар Кальво (COL)     | 14.650        | 14.700 | 14.433 | 14.833          | 15.366           | 14.933      | 88.915         |
| 11    | Рьохей Като (JPN)         | 15.266        | 14.900 | 14.566 | 15.058          | 14.900           | 13.900      | 88.590         |
| 12    | Едді Юсоф (SUI)           | 14.633        | 14.533 | 14.716 | 15.066          | 14.933           | 14.533      | 88.414         |
| 13    | Микола Куксенков (RUS)    | 14.733        | 13.300 | 14.700 | 14.966          | 15.233           | 14.800      | 87.732         |
| 14    | Кріс Брукс (USA)          | 14.600        | 13.200 | 14.633 | 14.933          | 15.066           | 15.200      | 87.632         |
| 15    | Барт Деурлоо (NED)        | 14.666        | 14.733 | 14.633 | 14.700          | 14.300           | 14.566      | 87.598         |
| 16    | Пабло Бреггер (SUI)       | 14.933        | 14.033 | 13.908 | 14.300          | 15.033           | 15.166      | 87.373         |
| 17    | Артур Маріано (BRA)       | 15.133        | 13.400 | 14.133 | 14.766          | 14.633           | 15.266      | 87.331         |
| 18    | Андрій Ліховицький (BLR)  | 14.300        | 15.033 | 13.933 | 14.033          | 14.966           | 14.366      | 86.631         |
| 19    | Марсель Нгуєн (GER)       | 14.733        | 12.666 | 14.600 | 14.666          | 14.900           | 14.466      | 86.031         |
| 20    | Андреас Бретшнайдер (GER) | 14.733        | 13.500 | 13.833 | 14.533          | 14.533           | 13.833      | 84.965         |
| 21    | Аксель Огіс (FRA)         | 13.933        | 13.100 | 13.933 | 14.266          | 14.766           | 12.900      | 82.898         |
| 22    | Олег Степко (AZE)         | 12.266        | 13.100 | 14.533 | 14.916          | 13.800           | 10.466      | 79.081         |
| 23    | Маріос Георгіу (CYP)      |               |        |        | 12.833          | 12.466           | 9.433       | 34.732*        |
| 24    | Манріке Лардует (CUB)     |               |        | 15.133 | 14.000          |                  |             | 29.133*        |

- Маріос Георгіу та Манріку Лардует знялися зі змагань через травми.